# Santa Rita de Ibitipoca (kommun)
Santa Rita de Ibitipoca är en kommun i Brasilien.   Den ligger i delstaten Minas Gerais, i den sydöstra delen av landet, 800 km sydost om huvudstaden Brasília. Antalet invånare är 3 583.
Följande samhällen finns i Santa Rita de Ibitipoca:
- Santa Rita de Ibitipoca

Omgivningarna runt Santa Rita de Ibitipoca är huvudsakligen savann. Runt Santa Rita de Ibitipoca är det glesbefolkat, med 8 invånare per kvadratkilometer.